# ТЕС Мірсарай

ТЕС Мірсарай – теплова електростанція, яка споруджується на південному сході Бангладеш компанією B-R Powergen (спільне  підприємство, створене на паритетних засадах державними Rural Power Company Limited та Bangladesh Power Development Board).
В 21 столітті на тлі стрімко зростаючого попиту у Бангладеш почався розвиток генеруючих потужностей на основі двигунів внутрішнього згоряння, які могли бути швидко змонтовані. Зокрема, у вільній економічній зоні Мірсарай започаткували електростанцію потужністю 163 МВт, яка матиме 9 генераторних установок MAN 18V51/60.
Станція споруджується з розрахунку на використання як нафтопродуктів, так і природного газу (останній надходить до регіону по трубопроводу Бахрабад – Читтагонг). 
За первісними планами ТЕС мали ввести в експлуатацію ще восени 2019-го, проте цього терміну не вдалось дотриматись. Втім, як засвідчують знімки із геоінформаційних систем, станом на весну 2020-го об’єкт знаходився у високій ступені готовності.